# 金杉台団地
金杉台団地（かなすぎだいだんち）は、千葉県船橋市金杉台にある住宅団地である。

## 概要
1970年（昭和45年）に旧日本住宅公団により造成された大規模な公団住宅である。現在は団地の一部を構成する賃貸用建物のみ、独立行政法人都市再生機構が管理する。この団地は、すべて中層フラット棟で構成されているほか、配置がバラバラで統一されていないのが特徴。

## 周辺名所・公共施設など
- 私立あすなろ保育園
- 金杉幼稚園
- 船橋市立金杉台保育園
- 船橋市立金杉台小学校
- 船橋市立金杉台中学校